# Reserva índia Pamunkey
La reserva índia Pamunkey és una reserva ameríndia situada al comtat de King William (Virgínia), Estats Units. La reserva es troba al llarg del riu Pamunkey a la Península de Middle. La Reserva pamunkey té aproximadament 1.200 acres (4,8 km²) de terra, 500 acres (2 km²) d'aiguamolls amb nombrosos rierols. Trenta-quatre famílies resideixen a la reserva i molts membres de la tribu viuen a les properes Richmond,  Newport News, i altres parts de Virgínia.

## Història
La reserva va ser confirmada a la tribu pamunkey ja en 1658 pel Governador, el Consell, i l'Assemblea General de Virgínia. El tractat de 1677 entre el rei d'Anglaterra, a través del governador de Virgínia, i diverses tribus de nadius americanes incloent els pamunkey, és el document existent més important que descriu la relació de Virgínia amb les terres indígenes. S'ha reportat que un monticle d'enterrament conté les restes del Cap Powhatan, el pare de Pocahontas (nom real Matoaka), també es troba en aquesta reserva al costat de les vies del ferrocarril. El seu germà Opechancanough hi va traslladar les seves restes aquí.